# アゲシポリス3世
アゲシポリス3世（古希: Ἀγησίπολις、英: Agesipolis III、？-紀元前183年、在位：紀元前219年-紀元前215年）はアギス朝の最後のスパルタ王である。
アゲシポリス3世はクレオメネス2世の孫のアゲシポリス（彼は王にはならなかった）の子である。先王クレオメネス3世の亡命後の数年の空位期間の後、彼は未成年にもかかわらず監督官によって王に選ばれ、叔父クレオメネスの後見を受けた。しかし、アゲシポリスはすぐに共同統治者の王リュクルゴスによって廃位された。
次に彼が歴史の表舞台に立つのは紀元前195年に彼がスパルタより追放され、同年フラミニヌスのスパルタの僭主ナビスとの戦い（en:War against Nabis）に加わった時である。その後、紀元前183年にアゲシポリスはスパルタからローマに赴いた使節の一人となったが、その途中随行者もろとも海賊に捕まり殺された。

## 註
1. ↑  ポリュビオス, IV, 35, 10